# Аарон Лоуренс
Аарон Лоуренс (англ. Aaron Lawrence, нар. 11 серпня 1970, Лусеа) — ямайський футболіст, що грав на позиції воротаря.
Виступав за національну збірну Ямайки, у складі якої був учасником чемпіонату світу 1998 року, а також трьох Золотих кубків КОНКАКАФ.

## Клубна кар'єра
У дорослому футболі дебютував 1989 року виступами за команду «Вайолет Кікерз», в якій провів шість сезонів. У 1994 році вперше в своїй кар'єрі він став чемпіоном Ямайки, а в 1996 році він повторив цей успіх. Того ж 1996 року недовго захищав кольори команди «Лонг-Айленд Раф Райдерс» у United States Interregional Soccer League, третьому на той момент дивізіоні США.
Незабаром Лоуренс повернувся на батьківщину і перейшов до клубу «Рено», за який відіграв 10 сезонів. Він був на межі приєднання до англійського «Бірмінгем Сіті» після отримання дозволу на роботу, але перехід був скасований після того, як Аарон зламав ногу. Завершив професійну кар'єру футболіста виступами за команду «Рено» у 2006 році.

## Виступи за збірну
1997 року дебютував в офіційних матчах у складі національної збірної Ямайки, а наступного року у складі збірної був учасником розіграшу Золотого кубка КОНКАКАФ 1998 року у США та чемпіонату світу 1998 року у Франції. Лоуренс був дублером Воррена Барретта і розглядався лише як запасний воротар, проте на останню гру «мундіалю» проти Японії вийшов саме Лоуренс. Ямайці на той момент вже втратили шанс на вихід з групи, а Барретт за дві гри пропустив 8 голів, зокрема 5 від Аргентини. Лоуренс вдало відстояв гру проти японців (2:1), допомігши своїй збірній здобути першу історичну і наразі єдину перемогу на чемпіонатах світу.
Після чемпіонату світу Аарон став основним воротарем збірної і поїхав з нею у цьому статусі на Золотий кубок КОНКАКАФ 2000 року у США, де ямайці програли обидві гри і зайняли останнє місце в групі, а Лоуренс у другій грі проти Гондурасу був вилучений з поля вже на 32 хвилині. Незабаром після цього Аарон втратив місце в основі, програвши його Доновану Рікеттсу і на останньому для себе Золотому кубку КОНКАКАФ 2003 року у США і Мексиці на поле не виходив.
Протягом кар'єри у національній команді, яка тривала 9 років, провів у формі головної команди країни 74 матчі, пропустивши 99 голів.

## Тренерська кар'єра
Після завершення ігрової кар'єри Лоуренс тренував «Рено», а також працював тренером воротарів національної збірної. Крім цього був директором академії мадридського «Реала» на Ямайці та тренером клубу другого дивізіону Sandals Whitehouse. 2014 року став тренером юнацької збірної Ямайки до 15 років та футбольної команди Rusea's High School

## Особисте життя
Син Аарона, Руель, також став футболістом, атакуючим півзахисником і грав за «Портмор Юнайтед».

## Титули і досягнення
- Переможець Карибського кубка: 1998